# كيركلاند ليك (أونتاريو)
كيركلاند ليك، أونتاريو (بالإنجليزية: Kirkland Lake)‏ هي مدينة كندية تقع في مقاطعة أونتاريو. تبلغ مساحة هذه المدينة 262.2366 (كم²)، ويبلغ عدد سكانها 8248 نسمة حسب إحصاء سنة 2006 م، بينما كان يسكنها 8616 نسمة في سنة 2001 م. تحتل هذه المدينة المرتبة رقم 449 بين مدن كندا حسب عدد السكان والمرتبة رقم 166 في المقاطعة. نما عدد السكان في هذه المدينة بنسبة (-4.3) بين العامين المذكورين.

## معرض صور

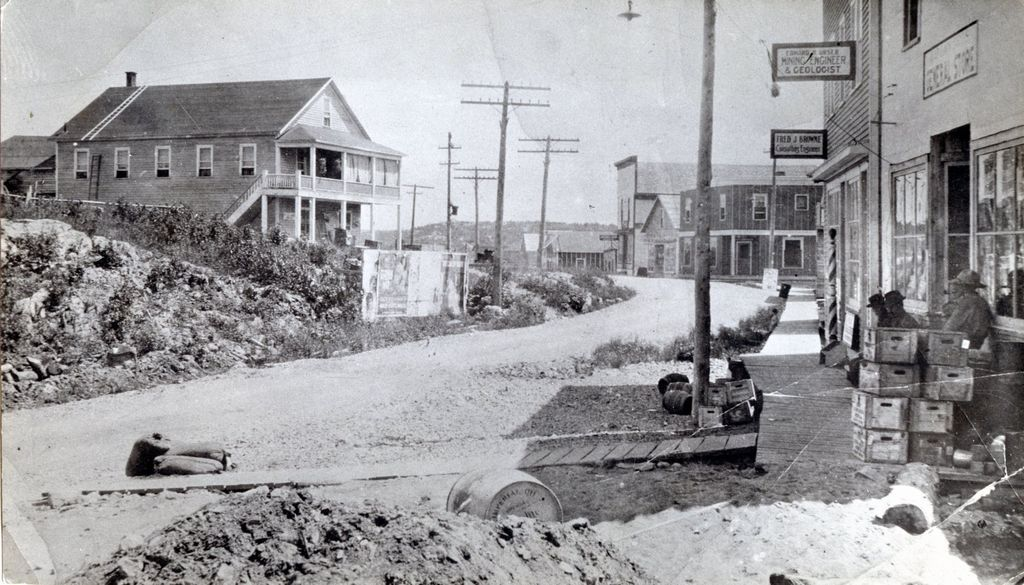
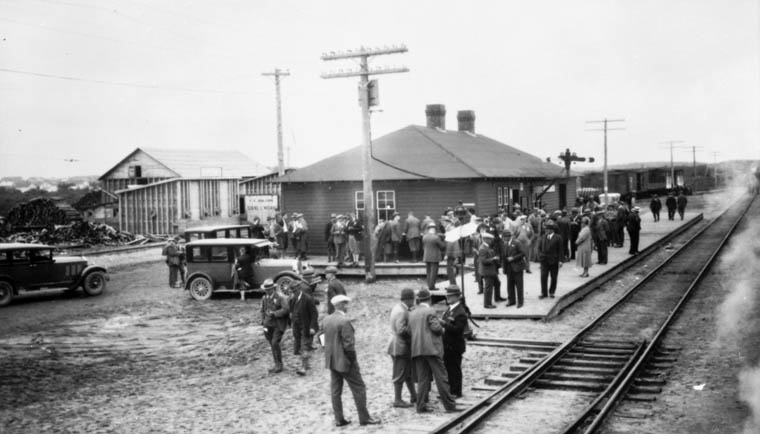
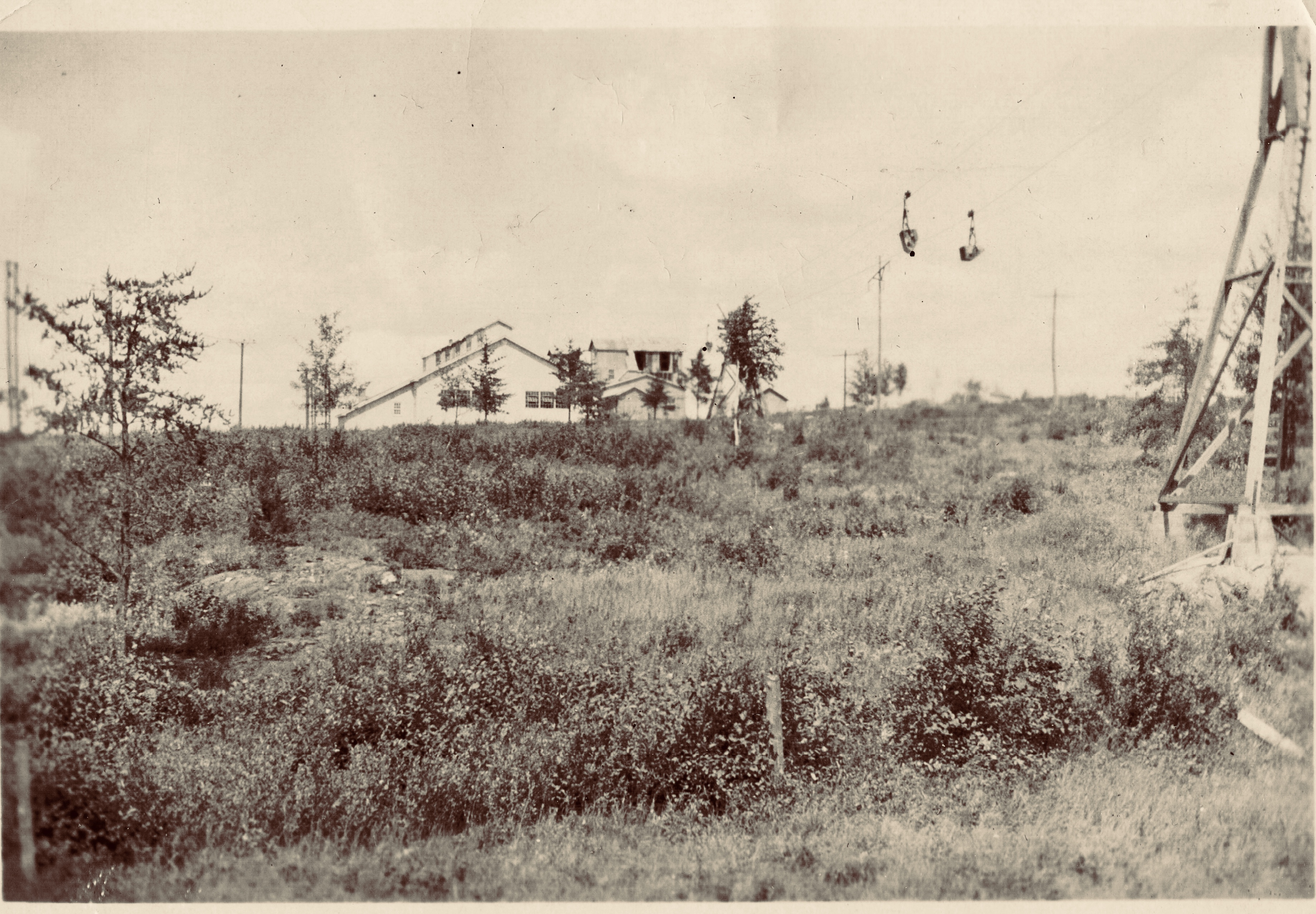

## أعلام
- ديك داف
- آلان ثيكي
- دون بلاكبيرن
- ميخائيل هوغن
- ماريو برناردي
- جان غوثير

## وصلات خارجية
- الأطلس الحكومي لكندا
- إحصاءات كندا مع ساعة تعداد السكان